# Masaki Takahashi
Masaki Takahashi (japanisch 高橋 正紀 Takahashi Masaki; * 1968 in Tokio) ist ein japanischer Computergrafiker und Spezialeffektkünstler.

## Leben und Wirken
Takahashi wurde 1968 in Tokio geboren und begeisterte sich bereits als Kind für Filme. Im Jahr 1990 kam er zu Shirogumi, einem Studio für Animation und visuelle Effekte. Dort war er an verschiedenen Filmproduktionen wie Werbespots, Ausstellungsfilmen, Videospielen, Spielfilmen, TV-Dramen und Theaterfilmen beteiligt. Insbesondere arbeitet er mit dem Regisseur Takashi Yamazaki seit dessen Debüt mit dem Spielfilm Juvenile im Jahr 2000 zusammen.
Bei der Oscarverleihung 2024 wurde Takahashi gemeinsam mit seinen Kollegen Takashi Yamazaki, Kiyoko Shibuya und Tatsuji Nojima für den Film Godzilla Minus One in der Kategorie Beste visuelle Effekte ausgezeichnet.

## Filmografie

### Filme
- 2000: Juvenile (ジュブナイル)
- 2002: Returner – Kampf um die Zukunft (リターナー, engl. Returner)
- 2003: Odoru daisosasen the movie 2: Rainbow Bridge wo fuusa seyo! (踊る大捜査線 THE MOVIE 2 レインボーブリッジを封鎖せよ!)
- 2005: Always san-chōme no yūhi (ALWAYS 三丁目の夕日, engl. Always: Sunset on Third Street)
- 2007: Always san-chōme no yūhi 2 (ALWAYS 続・三丁目の夕日, engl. Always: Sunset on Third Street 2)
- 2008: K-20: Die Legende der schwarzen Maske (K-20 怪人二十面相・伝)
- 2009: Tsurikichi Sanpei (釣りキチ三平, engl. Sanpei the Fisher Boy)
- 2010: Space Battleship Yamato (SPACE BATTLESHIP ヤマト)
- 2012: Always Sanchōme no Yūhi '64 (ALWAYS 三丁目の夕日'64, engl. Always: Sunset on Third Street '64)
- 2013: Eternal Zero – Flight of No Return (永遠の0)
- 2014: Parasyte (寄生獣)
- 2015: Parasyte 2 (寄生獣 完結編)
- 2016: Kaizoku to yoba reta otoko (海賊とよばれた男, engl. Fueled: The Man They Called Pirate)
- 2017: Destiny: The Tale of Kamakura (DESTINY 鎌倉ものがたり)
- 2018: Code Blue: The Movie (コード・ブルー～ドクターヘリ緊急救命～)
- 2019: Yamato – Schlacht um Japan (アルキメデスの大戦)
- 2020: Wotaku ni Koi wa Muzukashii (ヲタクに恋は難しい, dt. Keine Cheats für die Liebe)
- 2022: Ghost Book Obakezukan (GHOSTBOOK おばけずかん)
- 2023: Godzilla Minus One (ゴジラ-1.0)

### Videospiele
- 1999: Crazy Taxi
- 2000: Seiken densetsu: Legend of Mana
- 2003: Baten Kaitos: Die Schwingen der Ewigkeit und der verlorene Ozean
- 2005: Grandia III
- 2023: Final Fantasy XVI